# 仇小乐
仇小乐（1948年8月—），男，汉族，上海人，中华人民共和国政治人物，中国民主建国会中央委员会常务委员，湖北省政协副主席，第十一届全国人民代表大会湖北地区代表。

## 生平
仇小乐毕业于美国威斯康星大学电机工程与计算机科学专业。2008年起担任全国人大代表。2009年8月，中华职业教育社第十次全国代表大会召开，他出任中华职业教育社第十届理事会常务理事。